# Cipriano (metropolita di Kiev)
Cipriano (Russo: Киприан; 1336 circa – 16 settembre 1406) è stato metropolita di Mosca e di tutta la Russia nel 1381 e successivamente dal 1390 fino alla sua morte.
È venerato come santo dalla Chiesa ortodossa russa, che lo ha glorificato alla fine del XV secolo e lo ricorda il 16 settembre e il 27 maggio.

## Biografia
Religioso di origine bulgara, fu inviato in Russia nel 1373 dal patriarca di Costantinopoli Filoteo Kokkinos con il compito di risolvere lo scontro politico che si era venuto a creare tra i Granduchi di Lituania e di Tver' e il Metropolita Alessio, ponendosi nel ruolo di mediatore. Nel 1375, poiché la contesta tra la Moscovia e la Lituania appariva ancora in una fase di stallo, il Granduca baltico Algirdas chiese che Cipriano fosse nominato loro metropolita. Per tale motivo, Filoteo Kokkinos elevò il religioso il 2 dicembre 1375 al ruolo di metropolita di Kiev, Russia e Lituania, in modo tale da poter unire le province ecclesiastiche dopo la morte di Alessio.
Anche se tale evento si verificò nel 1378, Cipriano, inviso al potere moscovita, fu nominato Metropolita di Mosca solo nel 1381, al termine di numerosi intrighi. Un anno dopo, tuttavia, fu costretto a lasciare Mosca a causa dell'approssimarsi dell'esercito di Tokhtamyš. Successivamente fu rimosso dal soglio di Metropolita della città e sostituito con il metropolita Pimen (1382-1384), a cui successe il metropolita Dionisio I (1384-1385). Nel 1390, Cipriano fu reinstallato nella sua carica da Vassili II, che aveva sempre appoggiato, e fu nominato metropolita di Mosca e di tutta la Rus'.
Cipriano è ricordato come un saggio custode della Chiesa ortodossa, nonché un fautore dell'unità delle terre russe. Nei fatti a lui va attribuita l'unità ecclesiastica nelle terre russe, includendo in questa persino il Granducato di Lituania. Fu un uomo erudito e un esperto conoscitore dei rituali e della letteratura della Chiesa che cercò di dotare di norme chiare e precise il servizio liturgico e la vita monastica. Fu il primo a iniziare a compilare il Троицкая летопись (Troitskaja letopis', o il "Resoconto storico Troitskaja") e, probabilmente, il Правосудие митрополичье (Pravosudije metropolič'je, o la "Giustizia del Metropolita"). Scrisse inoltre la "Vita del metropolita Pietro", che era già stata compilata nel 1327, rendendola più retorica e meglio strutturata. Cipriano corresse gli errori di traduzione nei Libri della Bibbia e tradusse molte opere ecclesiastiche dal greco.